# Stade de Suisse

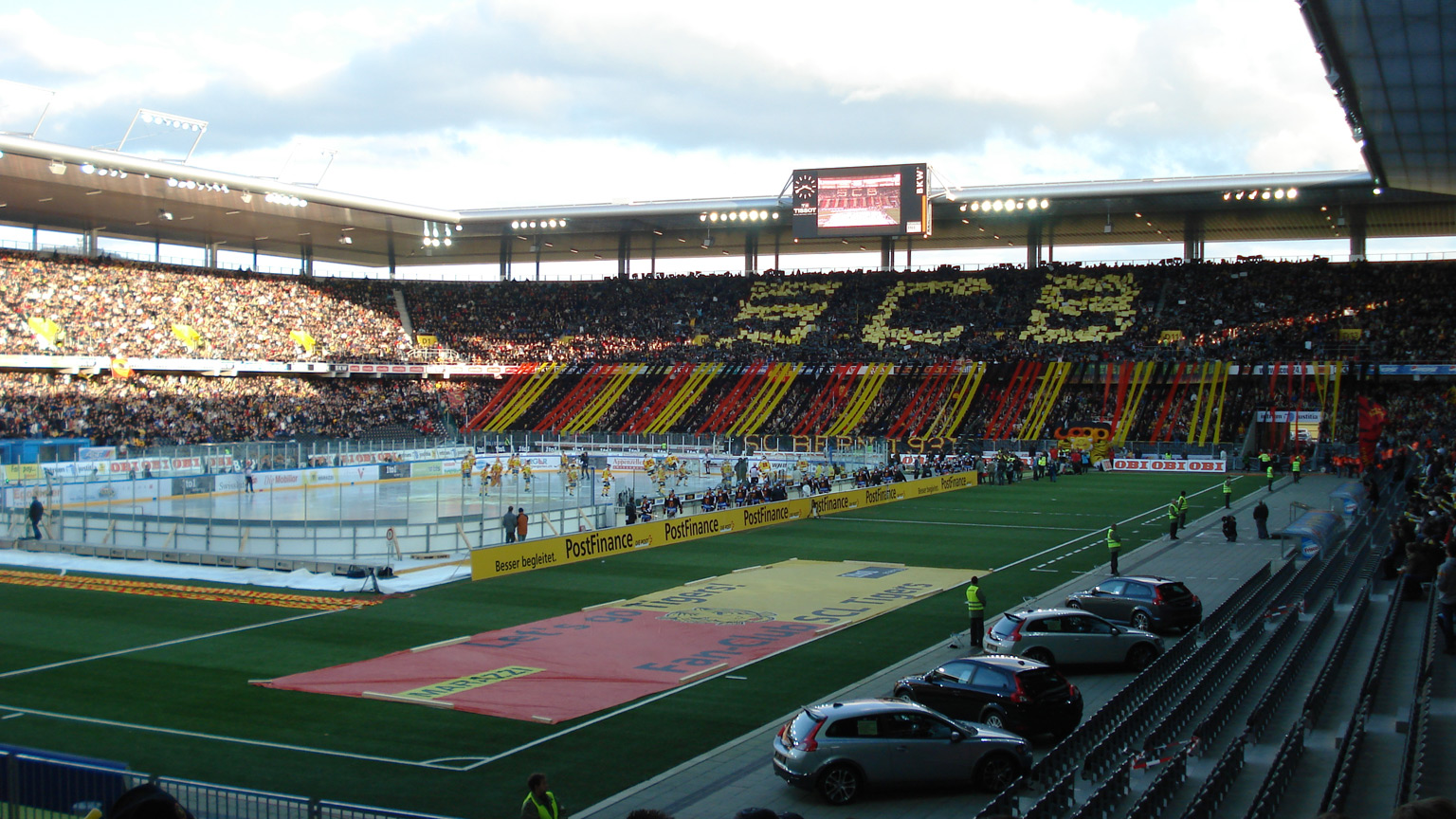

Het Wankdorf Stadion, tot 2020  Stade de Suisse genaamd, is een voetbalstadion in Bern, Zwitserland in de wijk Wankdorf. Het stadion, gebouwd als het nationale stadion van Zwitserland, heette bij oplevering in 2005 tot de naamswijziging in 2020 formeel; Stade de Suisse Wankdorf Bern (Duits: Stadion der Schweiz Wankdorf Bern). Voor de bouw van het huidige stadion (2001-2005) stond op dezelfde plaats het voormalige Wankdorfstadion uit 1925.
In het stadion zijn tijdens het EK voetbal 2008 drie groepswedstrijden gespeeld (groep C, met als groepshoofd Nederland). Eerder werden er wedstrijden gespeeld in het kader van het Wereldkampioenschap voetbal 1954, alsmede de Europacup-I-finale van 1961 en de Europacup-II-finale van 1989. Ook de jaarlijkse finale van de Zwitserse voetbalbeker wordt doorgaans in het stadion afgewerkt.

## Ontwerp en bouw
Het huidige stadion is ontworpen door Rodolphe Luscher. Het stadion is geopend op 1 augustus 2005. Er zijn 31.781 zitplaatsen, waarmee het Stade de Suisse op het Baselse St. Jakob Park na het grootste stadion van het land is. Het natuurgras is in de zomer van 2006 vervangen door kunstgras. Op Euro 2008 is echter gespeeld op gras, omdat kunstgras daarvoor niet is toegestaan. De echte grasmat lag op de kunstgrasmat. In 2011 is het kunstgras echter weer uit het stadion verwijderd en vervangen voor gewoon gras, omdat het kunstgras voor de Zwitserse voetbalbond reden was belangrijke wedstrijden aan Basel toe te wijzen.
Op het dak van het stadion zijn 12'000 m² zonnecellen met een capaciteit van 1,3 MW aangebracht, hetgeen ongeveer genoeg is voor 400 huishoudens.

## Oude stadion
Het Wankdorfstadion uit 1925, herbouwd in 1954 en in 2001 afgebroken voor het huidige stadion, was het decor van de finale van het Wereldkampioenschap voetbal 1954, die als Het wonder van Bern de geschiedenis is ingegaan. West-Duitsland versloeg het Hongaars voetbalelftal met 3-2, na met 0-2 te hebben achtergestaan. Het stadion had 64.000 plaatsen, waarvan 8.000 zitplaatsen. Eerder op dat WK vond ook een wedstrijd plaats tussen Brazilië en Hongarije die als de Slag van Bern de geschiedenis in ging.